# عمار الكعبي
عمار علي أحمد الكعبي (مواليد 5 يناير 2000) لاعب كرة قدم إماراتي يجيد اللعب كلاعب وسط مع نادي فليتوود يونايتد الإماراتي . 

## مسيرة اللاعب
لعب في نادي فليتوود يونايتد ونادي التعاون ونادي فليتوود يونايتد.